# Реган, Эрик
Эрик Реган (англ. Eric Regan; 20 мая 1988, Эйджакс, Канада) — канадский и южнокорейский профессиональный хоккеист. Защитник клуба азиатской хоккейной лиги «Анян Халла» и сборной Южной Кореи по хоккею с шайбой.

## Биография
Эрик Реган родом из города Аджакс провинции Онтарио Канады. Играть начинал в хоккейной лиге Онтарио за клуб «Эри Оттерз». В сезоне 2004/05 сыграл 67 игр, забил 2 гола и дважды ассистировал своим партнёрам в забитых шайбах. В сезоне 2005/06 за клуб провёл 25 матчей, шайб не забросил, но отдал 3 голевые передачи, после чего перешёл в «Ошава Дженералз», где за 35 матчей сумел трижды отличиться и 10 раз помочь своим партнёрам во взятии ворот. С сезона 2006/07 по 2007/08 выступал в качестве капитана команды. за два сезона в общей сложности провёл 124 игры, забил 11 шайб и отдал 82 голевых паса.
В 2008 году подписал трёхлетний контракт новичка с клубом «Анахайм Дакс». Реган стал выступать за фарм-клуб «Дакс» в американской лиге, «Айова Чопс». В сезоне за 59 матчей забил 1 шайбу и набрал 7 очков за голевые передачи. В сезоне 2009/10 5 матчей провёл за «Сан-Антонио Рэмпэйдж», после чего стал выступать в лиге Восточного Побережья за «Бейкерсфилд Кондорс». В сезоне 2010/11 вновь попытался закрепиться в АХЛ в команде «Сиракьюз Кранч», но после 12 матчей вновь вернулся в лигу Восточного Побережья, на этот раз в клуб « Эльмира Джекелс».
В 2011 году решил покинуть Северную Америку и перешёл в немецкий клуб «Ганновер Скорпионс». В сезоне 2011/12 в 33 матчах в высшей немецкой лиге 14 очков. В сезоне 2012/13 за 51 игру — 20 очков.
В сезоне 2013/14 выступал в Азиатской хоккейной лиге за японский клуб «Ниппон Пэйпер Крэйнс». В регулярном сезоне лиги в 35 матчах забил 6 голов и отдал 24 голевые передачи. В плей-офф за 7 матчей забил 2 шайбы и 5 раз ассистировал партнёрам во взятии ворот соперников. По итогам сезона клуб стал победителем азиатской лиги. В сезоне 2014/15, выступая за южнокорейский клуб «Хай1», за 46 матчей забросил 17 шайб, что позволило ему стать самым результативным защитником лиги. Также отдал 36 голевых пасов. В плей-офф за 6 матчей забил единожды и дважды помогал соклубникам взять ворота противников.
В 2015 году вновь сменил клуб, теперь став игроком «Анян Халла», по итогам сезона вновь завоевав титул чемпиона азиатской лиги. В регулярном сезоне в 47 матчах набрал 41 очко (9 шайб и 32 паса). Согласился выступать за сборную Южной Кореи. В первом дивизионе чемпионата мира 2016 года сыграл 5 матчей и забросил 1 шайбу.